# Käsesahnetorte

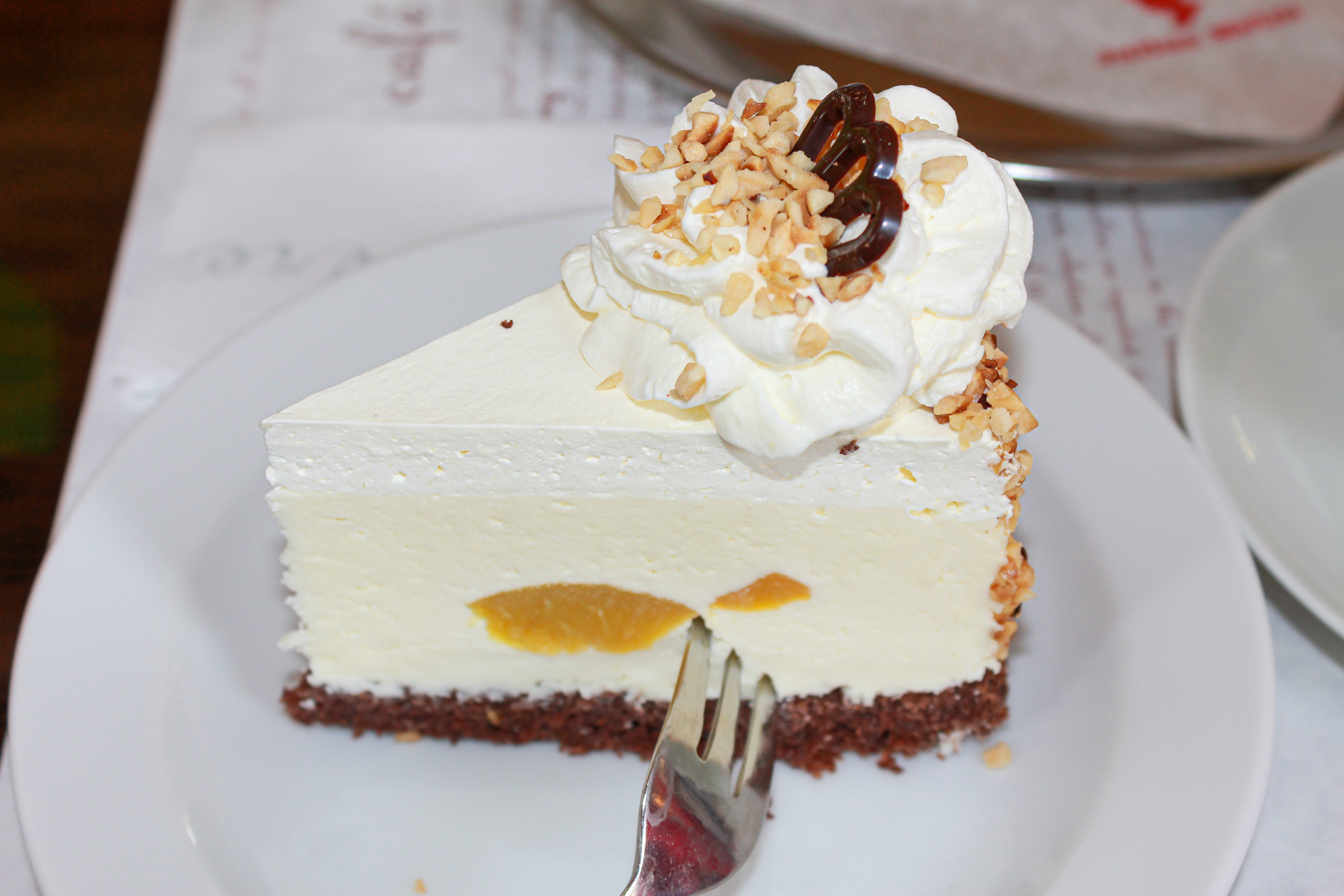
Ein Stück Käsesahnetorte

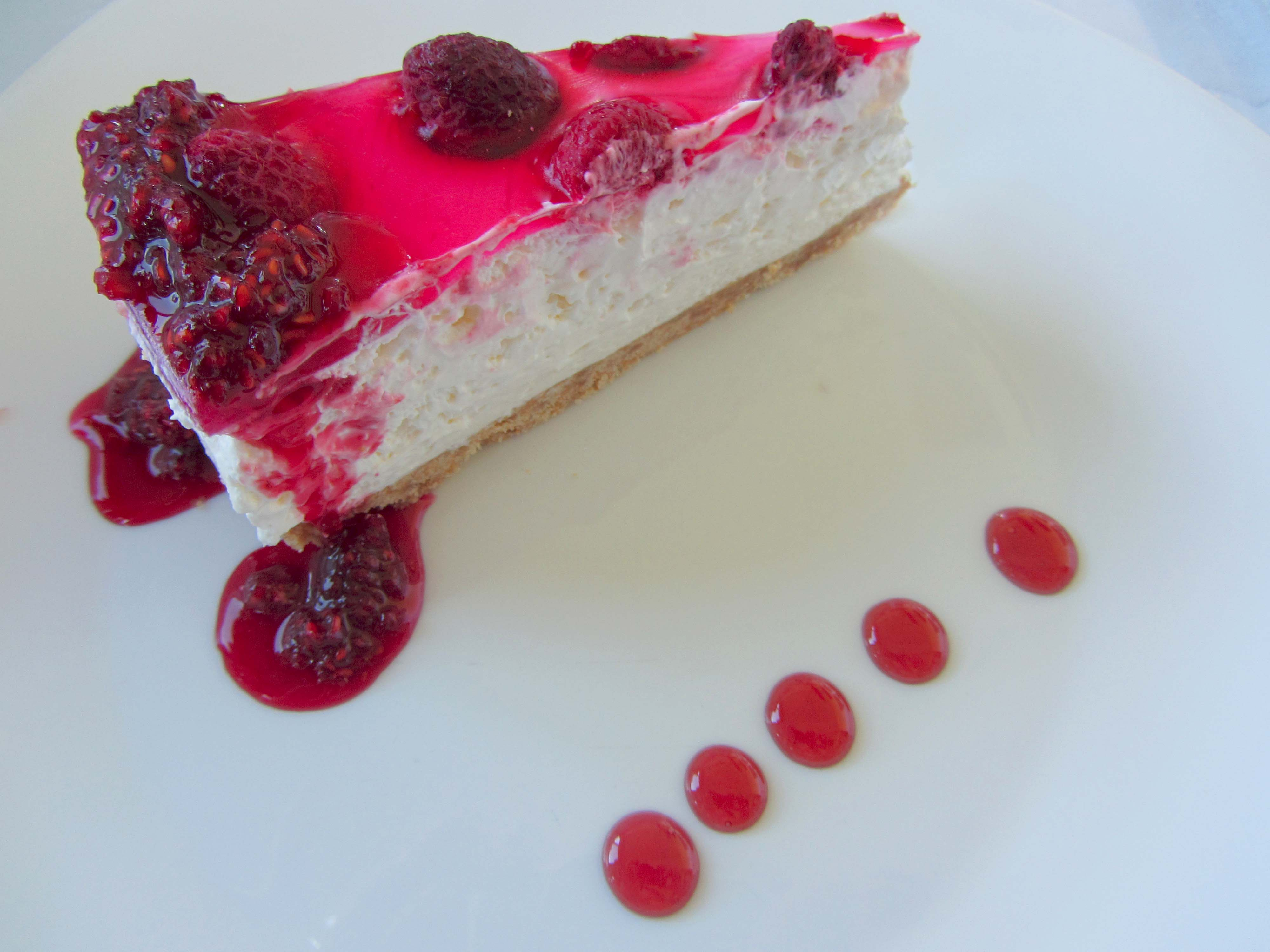
Ein Stück Käsesahntorte mit Himbeeren

Käsesahnetorte (auch Quark-Sahnetorte) oder österreichisch Topfentorte ist eine Sahnetorte mit einem Boden aus heller Biskuitmasse oder heller Wiener Masse. Ihre typische Füllung ist eine Sahnecreme mit Quark (öster. Oberscreme mit Topfen). Laut der Leitsätze für Feine Backwaren sind in Käsesahnetorten mindestens 20 Prozent Sahne enthalten. Ausnahmsweise ist die Bezeichnung als „Sahnekrem...“ rechtlich nicht gefordert, was sonst für die Bezeichnung von Sahnetorten mit einem Sahneanteil von weniger als 60 Prozent der Fall wäre.
Die Holländische-Käse-Sahnetorte hat einen Boden aus Blätterteig und die Oberfläche ist mit Fondantglasur dekoriert.

## Zubereitung
Normalerweise besteht eine Käsesahnetorte aus zwei Böden, dazwischen wird die Schlagsahnezubereitung eingestrichen, der obere Boden wird in Stücke geteilt, aufgelegt und mit Dekorpuder bestäubt.
Der Schlagsahnezubereitung wird üblicherweise Quark, Zucker, Zitronen- oder Rumaroma zugesetzt und man bindet sie mit Gelatine.